# Carlos Guidi
Carlos Guidi (Rosario, ... – ...; fl. XX secolo) è stato un calciatore argentino, di ruolo attaccante.

## Caratteristiche tecniche
Giocava come interno sinistro.

## Palmarès

### Selezione di Rosario
- Copa Rosario "Miguel Culaciati": 1916

### Club

#### Competizioni nazionali
- Copa Intendente Nicasio Vila: 1

Tiro Federal: 1920